# Friedrich von Uechtritz-Steinkirch
Friedrich Wiegand von Uechtritz und Steinkirch (* 17. September 1787 in Mittelsohland am Rotstein; † 11. Juni 1845 in Guben) war ein preußischer Generalleutnant.

## Leben

### Herkunft
Seine Eltern waren der kursächsische Oberst und Kommandant des Chevauleger-Regiments „Herzog Albrecht“ Maximilian Hiob Rudolf von Uechtritz und Steinkirch (* 20. Mai 1744; † 10. März 1804) und dessen Ehefrau Christiane Charlotte, geborene von Gersdorff (* 22. Dezember 1859; † 4. Januar 1827).

### Militärkarriere
Uechtritz erhielt seine Schulbildung in den Jahren 1799 bis 1802 am Pädagogium Halle. Von 1802 bis 1804 war er Page am sächsischen Hof in Dresden. Am 14. Mai 1805 kam er dann als Fähnrich in das Infanterie-Regiment „Sänger“ der Kursächsischen Armee. Im Vierten Koalitionskrieg kämpfte Sachsen mit den Preußen gegen die Franzosen bei der Verteidigung von Danzig und in der Schlacht bei Heilsberg. In der Zeit wurde er am 26. Januar 1807 zum Sous-Lieutenant befördert.
Nach dem Krieg wechselte Sachsen auf die französische Seite. Uechtritz wurde am 24. September 1808 Premierleutnant im Regiment „Cerrini“. Im Fünften Koalitionskrieg gegen Österreich kämpfte er in der Schlacht bei Wagram und nahm an dem Gefecht bei Linz teil. Nach der sächsischen Heeresreform wurde er am 1. Dezember 1810 in das 2. Leichte Infanterie-Regiment versetzt. Während Napoleons Russlandfeldzug kämpfte er in der Schlacht bei Podobna, wo er den Orden der Ehrenlegion erwarb. Ferner war er bei den Gefechten bei Biala Wolkowist – dort erwarb er den Militär-St.-Heinrichs-Orden –, Lapinice und Brescz. Nach seiner Rückkehr quittierte Uechtritz am 26. Mai 1813 als Kapitän seinen Dienst und trat in die Preußische Armee, wo er am 2. September 1813 als Volontäroffizier in das 3. Ostpreußische Landwehr-Kavallerie-Regiment kam. Am 29. Dezember 1813 wurde er Adjutant des Generalleutnants von Wobeser, der seiner Zeit Kommandierender General des Bockadekorps vor Magdeburg war. Während der Befreiungskriege nahm er auch an den Belagerungen von Torgau und Wittenberg teil. Außerdem kämpfte er bei Wavre, Montrouge und Ligny. Am 19. Oktober 1814 wurde Uechtritz zum Adjutanten des Generalkommandos von Sachsen ernannt. Für Ligny erhielt er den Eiserne Kreuz II. Klasse.
Am 30. März 1815 kam er als Adjutant zur 12. Brigade des III. Armee-Korps, am 3. Oktober 1815 kam er bereits als Adjutant in die 4. Brigade des mobilen Armeekorps in Frankreich. Am 30. März 1816 wurde er dort zum Major befördert. Am 30. März 1817 wurde er dann Adjutant der 15. Division und kam am 30. März 1818 in gleicher Eigenschaft zur Düsseldorfer Landwehr. Im Jahr darauf wurde er am 30. März 1819 als Adjutant zum Generalkommando des VIII. Armee-Korps versetzt. Am 30. März 1820 wiederum wurde er Adjutant der 8. Division. Am 30. März 1823 wurde Uechtritz dem 32. Infanterie-Regiment aggregiert und am 13. Mai 1826 als Bataillonskommandeur einrangiert. Am 30. März 1830 wurde er zum Oberstleutnant befördert und mit dem Dienstkreuz ausgezeichnet. Am 30. März 1832 beauftragte man ihm mit der Führung des 26. Infanterie-Regiments. Zeitgleich fungierte er ab dem 4. Oktober 1832 auch als Direktor der Divisionsschule und Präsis der Examinationskommission für die Portepeefähnriche der 7. Division. Bereits am 24. Dezember 1832 erhielt Uechtritz seine Ernennung zum Regimentskommandeur. In dieser Stellung wurde er am 30. März 1834 mit Patent vom 2. April 1834 zum Oberst befördert. Am 15. September 1838 wurde er mit dem Johanniterorden und am 5. Oktober 1838 mit dem Orden der Heiligen Anna II. Klasse ausgezeichnet. Am 20. März 1839 folgte seine Ernennung zum Kommandeur der 14. Infanterie-Brigade und man aggregierte Uechtritz gleichzeitig dem 26. Infanterie-Regiment. So wurde er am 10. September 1840 Generalmajor und bekam am 12. September 1842 den Roten Adlerorden II. Klasse mit Eichenlaub. Im Jahr 1843 ließ seine Gesundheit soweit nach, das Uechtritz um eine andere Verwendung bat. Am 30. März 1844 wurde er Kommandant der Festung Jülich. Aufgrund seiner angeschlagenen Gesundheit trat Uechtritz diese Stellung jedoch nicht an. Er reichte daraufhin seinen Abschied ein, der ihm am 11. April 1844 unter Verleihung des Charakters als Generalleutnant mit der gesetzlichen Pension gewährt wurde.
Er starb am 11. Juni 1845 in Guben.

### Familie
Uechtritz heiratete am 6. Februar 1809 in Buderose Charlotte Friederike von Blücher (* 14. November 1788; † 30. Oktober 1864). Ihre Eltern waren der sächsische Major Franz August von Blücher (* 5. Oktober 1747; † 15. Februar 1833) und dessen Ehefrau Erdmuthe, geborene von Saul (* 14. Februar 1757; † 21. Juli 1819), eine Enkelin des Ferdinand Ludwig von Saul.
Das Paar hatte mehrere Kinder:
- Christiane Sophie Luise Franziska Thekla (* 2. April 1814)
- Eugenie Alwine Elisabeth Elise (* 31. Mai 1817; † 8. März 1895), Stiftsdame in Joachimstein
- Franz Mortimer Alfred (* 2. Juli 1822; † 21. Oktober 1896), Oberst a. D., Kommandeur des Infanterie-Regiment Nr. 61

⚭ 1855 Johanne Charlotte Elisabeth von Wiedestein (* 20. August 1836; † 9. September 1860)
⚭ 1864 Anna Angelika von Buggenhagen (* 24. März 1841)
- Karl Wilhelm Oldewig (* 19. Juli 1832) Gendarmerie-Offizier

⚭ 15. Juli 1865 Marie Paulowna von Seckendorf-Gutend (* 16. April 1839; † 13. August 1866)
⚭ 1872 Marie Friederike Emilie Wilhelmine von Knobelsdorff (* 7. Juli 1840)